# Ž
Ž, ž és una lletra diacrítica que s'utilitza en els alfabets bosni, croat, estonià, finès, letó, lituà, sami, serbi, eslovac, eslovè, txec, turcman, wakhi i en l'alfabet łacinka del belarús.

## Lingüística
A gairebé totes les llengües en què es fa servir aquesta lletra es fa amb el valor fonètic de [ʒ] (com en la pronunciació catalana de ge a Girona). En turcman, en canvi, representa el so [ʤ].
També es fa servir per a algunes transliteracions dels alfabets búlgar, macedònic i serbi, com a equivalent de la lletra ciríl·lica Ж.